# 中野村 (岩手県九戸郡)
中野村（なかのむら）は、1955年（昭和30年）まで岩手県九戸郡の北東部に存在していた村。現在の洋野町中野・有家・小子内にあたる。

## 地理
- 河川：有家川、高家川

## 沿革
- 1889年（明治22年）4月1日 - 町村制施行に伴い、中野村・有家村・小子内村の計3か村が合併して新制の北九戸郡中野村が発足。
- 1897年（明治30年）4月1日 - 南九戸郡と北九戸郡が合併して九戸郡が成立[1]。九戸郡中野村となる。
- 1955年（昭和30年）2月11日 - 種市町と合併し、新制の種市町となる。

## 行政

### 歴代村長
| 代      | 氏名       | 就任                   | 退任                      | 備考 |
| ------- | ---------- | ---------------------- | ------------------------- | ---- |
| 1       | 奥寺又十郎 | 不明                   |                           |      |
| 2       | 似鳥英     | 不明                   |                           |      |
| 3       | 豊巻定六   | 明治30年（1897年）7月  | 明治37年（1904年）8月     |      |
| 4       | 奥寺陽蔵   | 明治38年（1905年）3月  | 明治39年（1906年）5月     |      |
| 5       | 佐藤幸之進 | 明治39年（1906年）7月  | 明治40年（1907年）5月     |      |
| 6       | 伊藤千助   | 明治40年（1907年）7月  | 明治44年（1911年）7月     |      |
| 7       | 工藤謙造   | 明治44年（1911年）7月  | 明治44年（1911年）10月    |      |
| 8       | 馬場岩蔵   | 明治44年（1911年）11月 | 大正2年（1913年）5月      |      |
| 9       | 糸坪熊太郎 | 大正2年（1923年）8月   | 大正9年（1920年）4月      |      |
| 10      | 久慈作次郎 | 大正9年（1920年）8月   | 大正14年（1925年）11月    |      |
| 11      | 中村伝三郎 | 大正15年（1926年）1月  | 昭和17年（1942年）1月     |      |
| 12      | 糸坪熊太郎 | 昭和17年（1942年）1月  | 昭和21年（1946年）12月    | 再任 |
| 13      | 橋本文次郎 | 昭和22年（1947年）4月  | 昭和23年（1948年）2月     |      |
| 14 - 15 | 南福松     | 昭和23年（1948年）4月  | 昭和30年（1955年）2月10日 |      |

## 交通

### 鉄道
- 国鉄八戸線：陸中中野駅